# Historia magistra vitae

Historia magistra vitae (est) este o expresie latină, provenită din dialogul De Oratore a lui Marcus Tullius Cicero, care sugerează că "istoria este învățătorul vieții". Fraza transmite ideea că studiul trecutului ar trebui să servească drept lecție pentru viitor, pentru a se evita greșelile. Ea a fost un element important al istoriografiei antice, medievale și renascentiste. 
Unii filozofi au susținut ideea contradictorie că lecțiile istoriei nu sunt posibile, deoarece fiecare perioadă istorică este diferită și nu este comparabilă cu alte perioade. Potrivit unei alte opinii, oamenii nu pot trage sau nu vor să tragă nici o învățătură din istorie, deoarece sunt prea slabi din punct de vedere intelectual.